# Hemicladus thomsonii
Hemicladus thomsonii är en skalbaggsart som beskrevs av Jean Baptiste Lucien Buquet 1857. Hemicladus thomsonii ingår i släktet Hemicladus och familjen långhorningar.
Artens utbredningsområde är Paraguay. Inga underarter finns listade i Catalogue of Life.